# Улица Притыцкого (Молодечно)
Улица Притыцкого (бел. Вуліца Прытыцкага) — центральная пешеходная улица города Молодечно.

## История
Улица была основана в 1950-тые годы, тогда она была автомобильной. Изначально у неё было название «Революционная». Была переименована в улицу Притыцкого после его смерти, а название «Революционная» получила бывшая улица «Привокзальная», которая позднее, в 1990-х, была переименована в «Либаво-Роменскую».
В 1988 году промежуток от Центральной площади до улицы Волынца стал пешеходным, а с 2011 — вся улица.